# Середское сельское поселение (Смоленская область)
Середское сельское поселение —  упразднённое муниципальное образование в составе Сычёвского района Смоленской области России.
Административный центр — деревня Середа.
Образовано Законом Смоленской области от 20 декабря 2004 года. Упразднено Законом Смоленской области от 28 мая 2015 года с включением всех входивших в его состав населённых пунктов в Караваевское сельское поселение.

## Географические данные
- Общая площадь: 141,58 км²
- Расположение: северная часть Сычёвского района
- Граничит:
  - на северо-западе и севере — с Тверской областью
  - на востоке — с  Вараксинским сельским поселением
  - на юге — Каравевским сельским поселением
  - на юго-западе — с Бехтеевским сельским поселением
- Крупные реки: Лусса, Ракитня.

## Экономика
Сельхозпредприятия, магазины, деревообработка .

## Население
| 2011 | 2012 | 2013 | 2014 | 2015 |
| ---- | ---- | ---- | ---- | ---- |
| 327  | ↘315 | ↘307 | ↘300 | →300 |

## Населённые пункты
На территории поселения находилось 8 населённых пунктов.
- Середа, деревня
- Александровка деревня
- Василевка, деревня
- Лесные Дали, деревня
- Нащекино деревня
- Полежаевка, деревня
- Татаринка, деревня
- Яблонцево, деревня